# Batıköy, Didim
Batıköy là một xã thuộc huyện Didim, tỉnh Aydın, Thổ Nhĩ Kỳ. Dân số thời điểm năm 2010 là 198 người.